# Саркисян, Шаген Оганесович
Шаген Оганесович Саркисян (15 сентября 1924 года — 2004 год) — старшина, командир отделения разведки стрелкового батальона 277-го стрелкового полка 175-й стрелковой дивизии 47-й армии 1-го Белорусского фронта, полный кавалер Ордена Славы (1945).

## Биография
Родился 15 сентября 1924 года в селе Горов Автономной области Нагорного Карабаха Азербайджанской ССР в крестьянской семье.
В 1939 году окончил 7 классов в своём селе, в том же году уехал в Баку, где работал на заводе «Металлист» литейщиком-формовщиком.
В 1941 году был призван в Красную Армию Шаумянским районным военкоматом года Баку, с июня 1942 года находился на фронтах Великой Отечественной войны.
16 марта 1944 года сержант Саркисян, будучи разведчиком стрелкового батальона 277-го стрелкового полка 175-й стрелковой дивизии 47-й армии 2-го Белорусского фронта, в бою за населенный пункт Будыще к юго-востоку от города Ковель одним из первых ворвался в расположение противника, уничтожил пулемёт с расчётом и захватил в плен вражеского солдата.
19 марта 1944 года разведчики, среди которых был и Саркисян, проникли в деревню Задыбы Ковельского района Волынской области, окружили группу вражеских солдат и в ходе боя уничтожили несколько солдат противника, взяв 12 вражеских солдат в плен.
26 марта 1944 года при штурме Ковеля в числе первых ворвался на окраину города и вместе с разведчиками очистил от противника 6 домов, подавил пулемётную точку с расчётом и взял в плен двух вражеских солдат. 11 апреля 1944 года награждён орденом Славы 3 степени.
В ночь на 26 мая 1944 года, будучи командиром отделения разведки, вместе с группой разведчиков, преодолев заболоченную местность, проволочные заграждения и минные поля, подполз к траншеям противника. В ходе завязавшегося боя бойцы уничтожили большое количество вражеских солдат и захватили в плен унтер-офицера. 9 июля 1944 года награждён орденом Славы 2 степени.
12 сентября 1944 года в боях на подступах к Варшаве во главе отделения ворвался в траншею противника, вместе со своими разведчиками захватил в плен 7 вражеских солдат и доставил их в штаб батальона. В ходе прорыва обороны противника заменил выбывшего из строя командира роты. Во время уличных боёв в Варшаве 17 января 1945 года рота во главе с Саркисяном захватила несколько кварталов города. Указом Президиума Верховного Совета СССР от 24 марта 1945 года награждён орденом Славы 1 степени.
После демобилизации в 1946 году жил в Баку, где работал в тресте «Азизбековнефть», в 1989 году уехал из Баку, в дальнейшем жил в Москве.
Умер в 2004 году.